# Hyperolius steindachneri
Hyperolius steindachneri là một loài ếch thuộc họ Hyperoliidae.
Loài này có ở Angola, Cộng hòa Dân chủ Congo, và Zambia.
Môi trường sống tự nhiên của chúng là đầm nước, đầm nước ngọt, và đầm nước ngọt có nước theo mùa.